# 第7号钢琴奏鸣曲 (斯克里亚宾)
斯克里亚宾的第7钢琴奏鸣曲，Op. 64，于1911年完成。标题为白色弥撒。跟作曲家其他的晚期作品一样，此曲无调性。乔治·珀尔说：“第7奏鸣曲所基于的一组音，”按照作曲家的顺序排，为E, F♯, G, A, B♭, C, D♭，并且作曲家的神秘和弦也有可能是从这一组音派生出来的（D♭变为D♮并去掉G）。

## 背景
此曲与上一首第6號钢琴奏鸣曲联系紧密。两首曲子均与1911-12年写就，且在结构和样式上较作曲家的其他奏鸣曲都更为相似。据说作曲家觉得他的第6钢琴奏鸣曲被恶魔腐化了，以至于作曲家拒绝在公共场合下表演此曲。为了驱魔，作曲家接着写了他的第七奏鸣曲，标题为《白色弥撒》以象征这首曲的纯净。作曲家想让这首曲充满狂喜的气氛，并且勾画出翅膀飞行以及肉体狂喜的图像。
作曲家本人很喜欢这首曲，可能是因为这首曲救世主似的背景以及它几乎完美的结构，这首曲比其他的奏鸣曲含有更多的节奏和力度对比。
此曲与斯克里亚宾作于1912-13年，后来被命名为《黑色弥撒》的第9號钢琴奏鸣曲，在结构上并无直接联系。